# Wspólnota administracyjna Münchenbernsdorf
Wspólnota administracyjna Münchenbernsdorf (niem. Verwaltungsgemeinschaft Münchenbernsdorf) – wspólnota administracyjna w Niemczech, w kraju związkowym Turyngia, w powiecie Greiz. Siedziba wspólnoty znajduje się w mieście Münchenbernsdorf.
Wspólnota administracyjna zrzesza osiem gmin, w tym jedną gminę miejską (Stadt) oraz siedem gmin wiejskich:
1. Bocka
2. Hundhaupten
3. Lederhose
4. Lindenkreuz
5. Münchenbernsdorf
6. Saara
7. Schwarzbach
8. Zedlitz